# Sheikha Ahmed al-Mahmoud
Sheikha Ahmed al-Mahmoud, död 2020, var en qatarisk politiker.
Hon var utbildningsminister 2003-2009.
Hon var den första kvinnan på denna post och den första kvinnliga ministern i Qatar, som då ännu inte hade haft kvinnliga parlamentsledamöter (vilket skedde först 2007). 